# 1192

## Родени
- Стефан Радослав, крал на Сърбия